# Florian Hartenstein
Florian Lionel Hartenstein (* 13. August 1977 in Mainz, Rheinland-Pfalz) ist ein deutscher Basketballtrainer und ehemaliger -spieler (Center). Er war bis Ende November 2019 Trainer der Artland Dragons.
Er spielte für die Artland Dragons sowie die Gießen 46ers in der Basketball-Bundesliga.

## Karriere

### Spieler
Hartenstein kam als Sohn einer deutschen Mutter und eines US-amerikanischen Vaters in Mainz zur Welt und begann mit zwölf Jahren mit dem Basketball. Der Centerspieler schaffte den Sprung in die deutsche Juniorennationalmannschaft sowie in den Kader des Zweitligisten TSV Speyer.
Er spielte in der Saison 1996/97 an der Thurston High School an der Westküste der USA im Bundesstaat Oregon sowie ab 1997 an der University of Oregon in der NCAA. Er bestritt insgesamt 112 Spiele für die Hochschulmannschaft und erzielte im Schnitt 3,6 Punkte sowie 3,7 Rebounds je Begegnung. 2001 kehrte er nach Deutschland zurück und wechselte zu Avitos Gießen (später Gießen 46ers) in die Basketball-Bundesliga. Nach acht meist erfolgreichen Jahren in der Universitätsstadt, in denen er auch zum Mannschaftskapitän wurde, konnte sich Hartenstein mit dem Verein nicht über die Verlängerung seines Vertrages einigen und wechselte daraufhin innerhalb der Bundesliga zu den Artland Dragons ins niedersächsische Quakenbrück. Im Hemd der Artländer agierte er nicht nur in Deutschlands höchster Spielklasse, sondern auch im Europapokal.
Hartenstein hatte eine sehr körperbetonte Spielweise, seine größte Stärke lag im Rebound. Auffällige Schwächen waren besonders seine hohen Foulbelastungen und die Freiwürfe, bei denen er teilweise eine derartig niedrige Trefferquote aufwies, dass er ungewöhnliche Wurftechniken anzuwenden versuchte (u. a. einhändig).
Nach dem Ende seiner Profilaufbahn 2012 war er neben seinen Trainertätigkeiten teils Spieler der Regionalligamannschaft des TSV Quakenbrück.

### Trainer
Ab 2012 war Hartenstein Trainer der JBBL-Mannschaft Young Dragons, mit denen er 2014 Deutscher Meister wurde. Ab der Saison 2014/15 war er Trainer der NBBL-Mannschaft Quakenbrücks sowie ab 2015 zudem Co-Trainer der Artland Dragons in der 2. Bundesliga Pro B. Im Januar 2017 übernahm er im Gespann mit Christian Greve den Cheftrainerposten bei den Quakenbrückern, nachdem Dragan Dojčin entlassen worden war. Ab Juni 2018 war er nach Greves Abgang alleiniger Cheftrainer in Quakenbrück. Nachdem die Quakenbrücker unter seiner Leitung aus den vorangegangenen zehn Spielen nur drei Siege geholt hatten und punktgleich mit den Abstiegsrängen auf dem 14. Tabellenplatz der 2. Bundesliga ProA standen, kam es Ende November 2019 zur Trennung zwischen Hartenstein und den Artländern.

## Sonstiges
Hartenstein hat einen Sohn, Isaiah, und eine Tochter.
Im Dezember 2024 erwarb er mit Geschäftspartnern, darunter sein Sohn Isaiah und Adam Hess, Anteile an der Trägergesellschaft des Bundesligisten Ratiopharm Ulm.